# Microsoft Windows Home Server 2011
Windows Home Server 2011（ウィンドウズ ホーム サーバー 2011、WHS 2011）は、マイクロソフトが開発したホームサーバー用オペレーティングシステム (OS) である。2007年に発売されたWindows Home Server の後継バージョンとなる。
2010年4月26日に"コードネームVail"としてベータ版が公開され、翌2011年2月3日の製品候補版公開にあわせて、Windows Home Server 2011 の名称に決定した。

## 概要
Windows Server 2008 R2 をベースとして、家庭およびSOHO 向けに最適化したものである。ファイル サーバーとしての機能だけでなく、クライアントPC の管理、登録したユーザーがインターネット経由でアクセスする機能なども持っている。
グラフィカル ユーザー インターフェース(GUI)はWindows Server 2008 R2やWindows 7と同等であるため、Windowsの操作経験があればマシン管理を比較的容易に行うことができる。
前バージョンと異なり、Windows Server 2008 R2そのものを改変せず、Windows Home Server 2011アプライアンスを追加搭載するという形態を取っている(システムのプロパティではWindows Server 2008 R2と表示される)。VGAやリモートデスクトップからOSに直接アクセスするとWindowsサーバーそのものである事を警告しワークステーションとして使用しないよう注意が促す壁紙画像が張り付けてある。Windows Home Server 2011アプライアンスもまた、デイビッド・カトラー主導で開発されたWindows Live技術そのものであり、個人でWindows Liveシステムを所有できるWebリモートアクセスの完成度も高い。
後継OSはビジネス向けのWindows Server 2012になることが2012年に発表された。これによりWindows Home Severシリーズは本バージョンをもって終焉することとなった。

## 機能

### ダッシュボード・スタート パッド
管理ツールとしてダッシュボードが用意されている。ダッシュボード上でホーム サーバーとしての機能の設定やシャットダウンなどの操作、ユーザーやPC の登録を行う。10台までのPC の管理および10名までのユーザー アカウントの登録ができる。
クライアントPC は、ウェブ ブラウザーから"http://（Windows Home Server 2011のコンピューター名）/connect"にアクセスすることでスタート パッドをインストールすることができる。これは、クライアントPC からダッシュボードを呼び出すなどの機能を提供する。

### ファイル共有
Windows 7 で提供されているホームグループに対応し、Windows 7 PC とのファイル共有を容易に行うことができる。従来の共有フォルダーの方式も用意しているため、Windows Vista 以前のPC でもファイル共有が可能。ホームグループおよび共有フォルダーは、登録ユーザーごとに「読み書き可能」「読み込み専用」「アクセスなし」の3段階のアクセス制御を行うことができる。
Windows Home Server 2011は複数のクライアントPC とのファイル共有を行うため、ストレージの増設が容易に行えるようになっている。2011年の段階では1TB を越えるハードディスクが多数登場するなどストレージの大容量化が進んだこともあり、Windows Home Server で搭載されていたDrive Extender をWindows Home Server 2011では採用しない。

### PC バックアップと復元
ダッシュボードから起動しているクライアントPC のバックアップを行うことができる。また、クライアントPC のスタート パッドで自分自身のバックアップを行うこともできる。既定でリムーバブル記憶域デバイスを除くすべてのドライブ（Windows 7 のインストール時に作成されるシステム予約部も含む）がバックアップの対象となっているが、フォルダー単位でバックアップの有無を指定することができる。
バックアップしたファイルの復元はクライアントPC からダッシュボードを起動して行うことができる。システムを含めたバックアップを行っている場合は、付属するリストアCD をブートさせることで、クライアントPC の復元を行うことができる。

### リモート アクセス
Microsoft Windows Home Server 2011(以下、WHS2011)には、リモートアクセス機能が標準搭載されており、自身で設定したドメイン(http://自身で設定したID.homeserver.com)にアクセスすることにより、WHS2011で管理しているパソコンのファイルなどを出先でアクセスできる。 
もちろん、自身で設定したドメインにアクセスしても、ユーザー名とパスワードによる認証を突破しなければファイルにはアクセスできない。

## システム要件
Windows Home Server 2011のシステム要件は以下の通りとなっている。
- 1.4GHz以上のx64対応CPU、1ソケットのみ対応
- 2GB以上のメモリ、最大8GBまで対応
- 160GB以上のハードディスク/SSD
- 内蔵または外付けのDVD ドライブ
- ギガビット イーサネット アダプター
- (オプション)Super VGA以上の解像度のモニター

Windows Home Server 2011はx64版のみの提供となる。そのため、x86対応のみのCPUでWindows Home Serverを運用している場合、同じハードウェアでWindows Home Server 2011に置き換えることはできない。
インストールする際は、CPU、メモリ、インストール用ハードディスク/SSDの容量チェックが行われ、基準を満たさない場合はインストールできないようになっている。インストール用ハードディスク/SSDはシステム用ドライブとして60GB、残りをデータ用ドライブとして割り当てられる。